# Вулиця Суворова (Севастополь)
Вулиця Суворова (крим. Suvorova soqaq, історична назва — Соборна) — одна з центральних вулиць Севастополя, в Ленінському районі, на Центральному пагорбі міста.

## Опис
Знаходиться між вулицею Вороніна та Великою Морською та виходить на площу Леніна, що розташована у найвищій частині Центрального пагорба.
На вулиці Суворова та поруч із нею знаходяться найстаріші будинки Центрального пагорба, та й взагалі Севастополя:
- Володимирський собор (вул. Суворова, 3)
- Ансамбль скверу на площі Суворова
- Пам'ятник О. В. Суворову
- Житловий будинок, 40-х років XIX століття — Будинок Волохова (вул. Суворова, 19)
- Житловий будинок, 1912 — «Дім Ріхтера», (вул. Суворова 28)
- Адміністративний будинок, 40-ті роки ХІХ століття, (вул. Суворова 27)

## Історія
Наприкінці XIX століття називалася Соборною вулицею.
3 січня 1921 р. її перейменували на Пролетарську, а до 150-річчя від дня смерті Олександра Васильовича Суворова, 18 травня 1950 р., назвали його ім'ям.
Меморіальне позначення вулиці встановлено на будинку № 39.

## Галерея

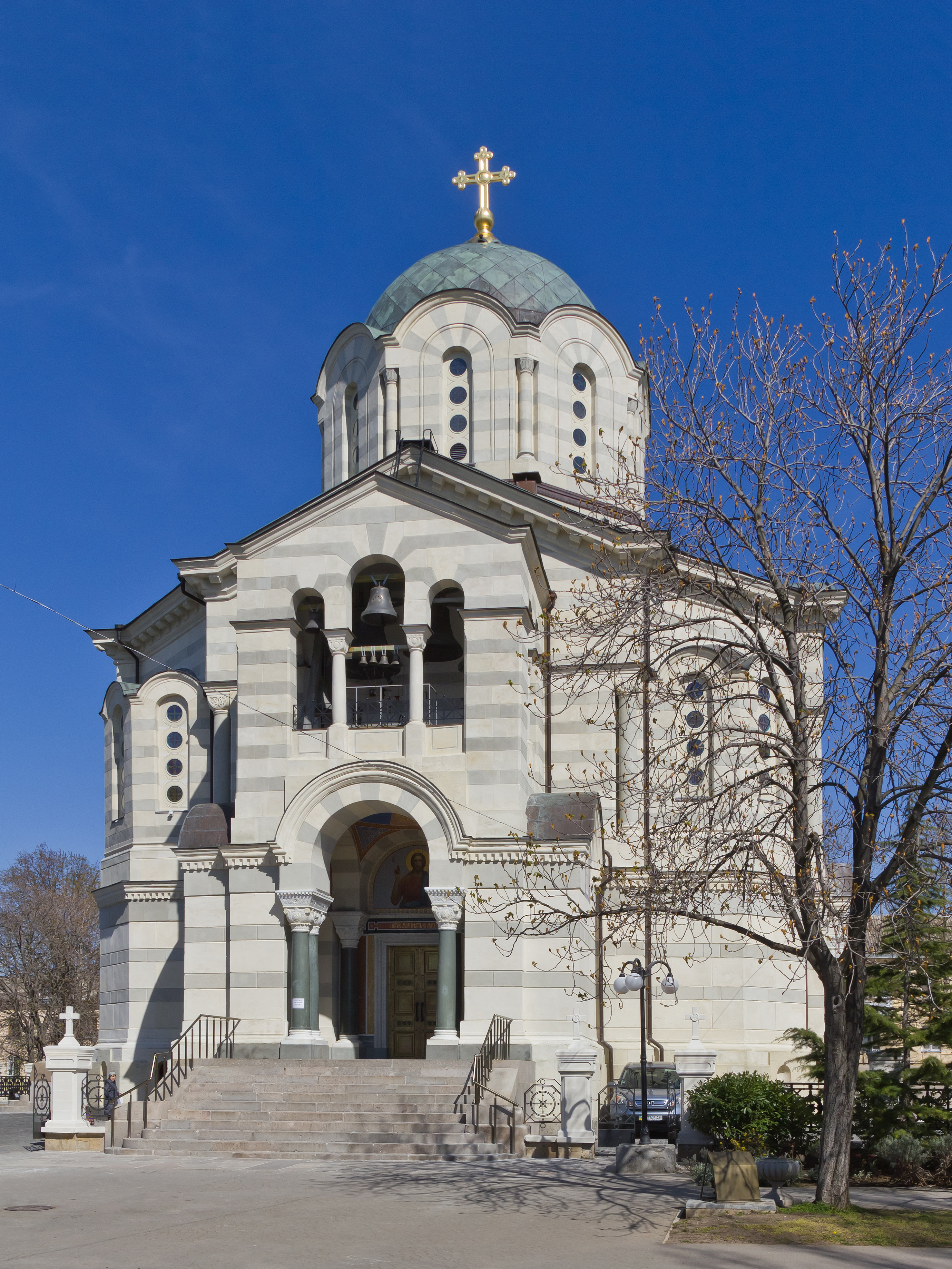
Володимирський собор (вул.Суворова, 3)
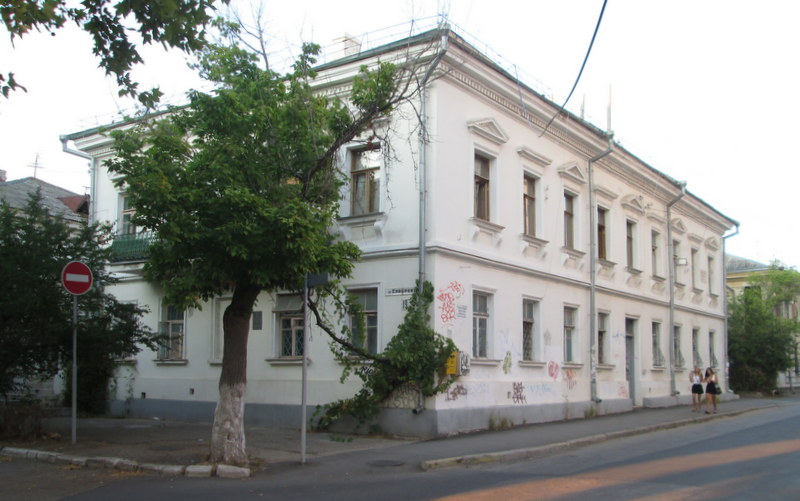
Будинок Волохова, (вул.Суворова, 19)
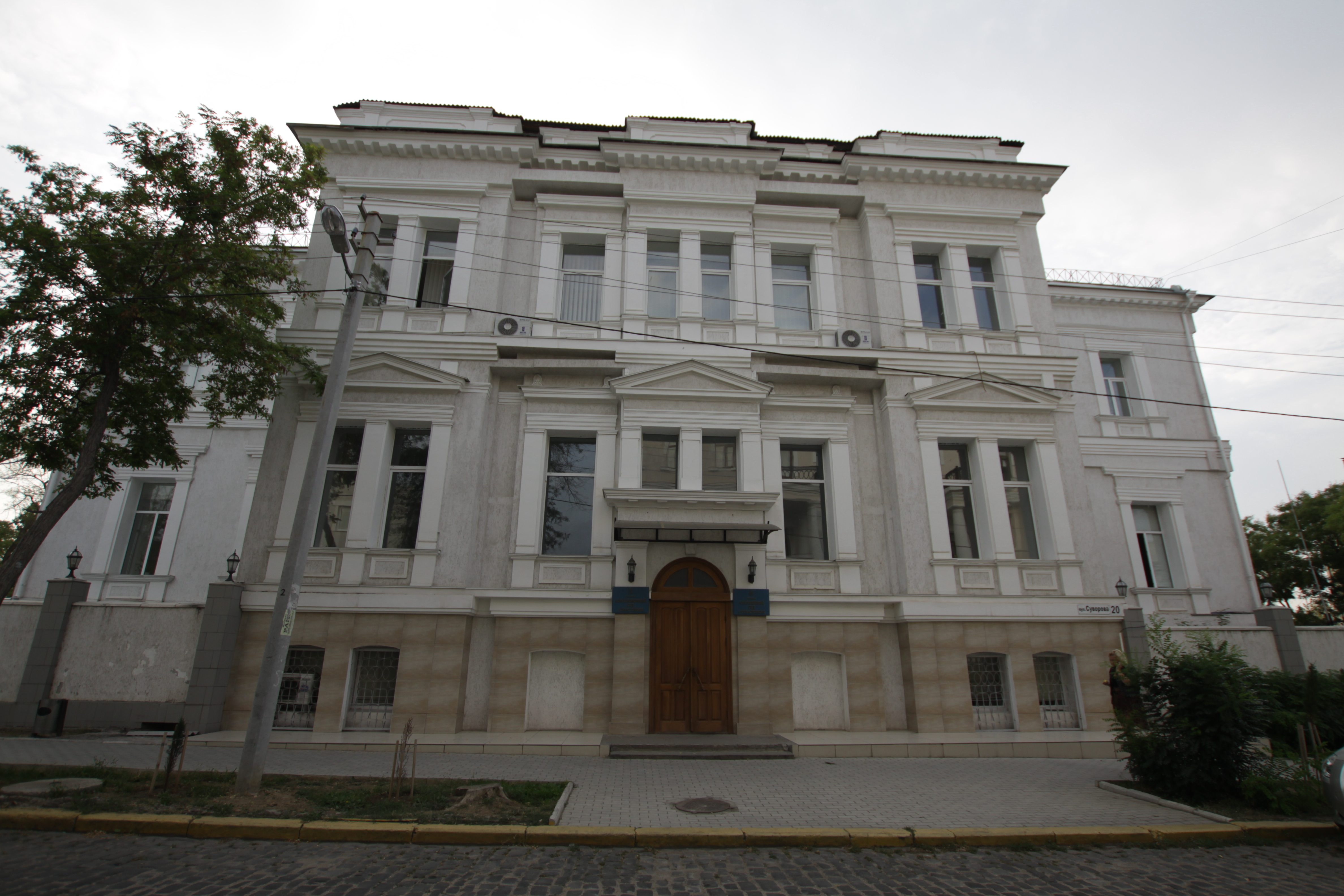
Будівля Севастопольського міського суду (вул.Суворова, 20)
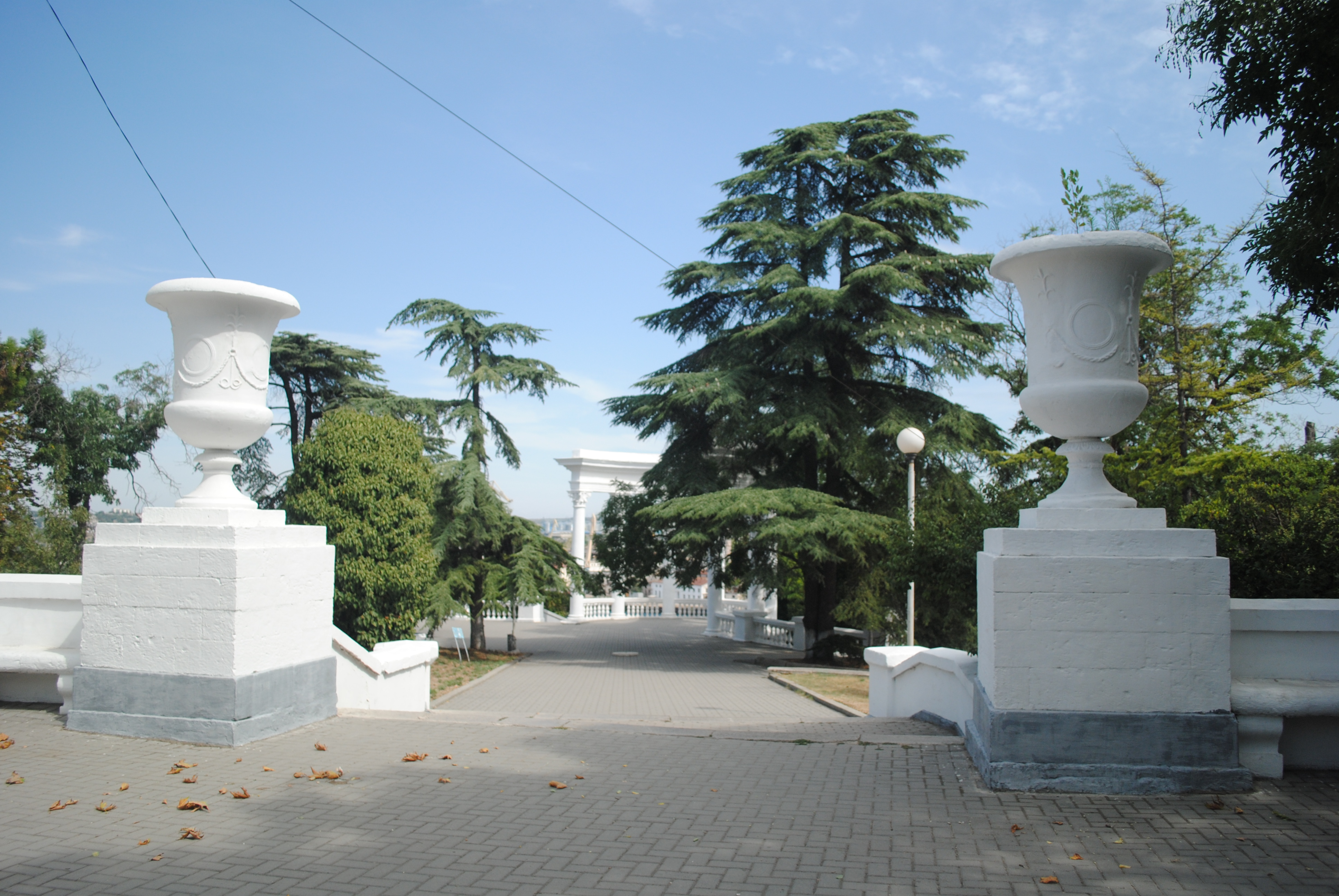
Ансамбль скверу на площі Суворова